# Excitação colisional
A excitação colisional é um processo no qual a energia cinética de um parceiro de colisão é convertida na energia interna de uma espécie reagente.

## Astronomia
Na astronomia, a excitação colisional dá origem a linhas espectrais nos espectros de objetos astronômicos, como nebulosas planetárias e regiões H II.
Nesses objetos, a maioria dos átomos é ionizada por fótons de estrelas quentes incrustadas no gás nebular, removendo elétrons. Os elétrons emitidos (chamados fotoelétrons) podem colidir com átomos ou íons dentro do gás e excitá-los. Quando esses átomos ou íons excitados retornam ao seu estado fundamental, eles emitem um fóton. As linhas espectrais formadas por esses fótons são chamadas de linhas excitadas por colisão (geralmente abreviadas para CELs).
CELs são vistos apenas em gases em densidades muito baixas (normalmente menos de alguns milhares de partículas por cm³) para transições proibidas. Para transições permitidas, a densidade do gás pode ser substancialmente maior. Em densidades mais altas, o processo reverso de desexcitação colisional suprime as linhas. Mesmo o vácuo mais intenso produzido na Terra ainda é denso demais para que as CELs possam ser observadas. Por essa razão, quando William Huggins observou as CELs pela primeira vez no espectro da Nebulosa Olho de Gato, ele não sabia o que eram e as atribuiu a um novo elemento hipotético chamado nebulium. No entanto, descobriu-se mais tarde que as linhas que ele observou eram emitidas por oxigênio extremamente rarefeito.
As CELs são muito importantes no estudo de nebulosas gasosas, porque podem ser usadas para determinar a densidade e a temperatura do gás.

## Espectrometria de massa
Excitação colisional em espectrometria de massa é o processo em que um íon colide com um átomo ou molécula, o que leva a um aumento na energia interna do íon. Os íons moleculares são acelerados até alta energia cinética e então colidem com moléculas de gás neutro (por exemplo, hélio, nitrogênio ou argônio). Na colisão, parte da energia cinética é convertida em energia interna, o que resulta em fragmentação em um processo conhecido como dissociação induzida por colisão.